# Collins (U-Boot)
Die HMAS Collins (SSG 73) ist das Typschiff der Collins-Klasse.
Das U-Boot trägt den Namen des australischen Vizeadmirals John Collins. Collins befehligte im Zweiten Weltkrieg mehrere alliierte Kriegsschiffe und Einsatzgruppen. Er war zwischen 1948 und 1955 Oberbefehlshaber der Königlich Australischen Marine.
Die ersten Baugruppen wurden ab 1989 noch in Schweden gefertigt. Zu den in Schweden gebauten Teilen gehörten insbesondere der Bug und das Mittelschiff. Das Boot wurde in Osborne bei Adelaide fertig gebaut. Beim Stapellauf im Jahre 1993 wurde das Schiff von der Witwe des Admirals getauft.
Die Collins war ursprünglich nicht mit schallschluckenden Kacheln ausgestattet. Die moderne Konstruktion wurde aber später nachgerüstet. Die weiteren fünf Bauten der Klasse besitzen die Kacheln serienmäßig.
Die Collins hat als einziges Boot der Klasse die Fähigkeit, amphibische Spezialeinheiten zu transportieren und diese verdeckt anzulanden oder wieder aufzunehmen.